# 신부 (결혼)

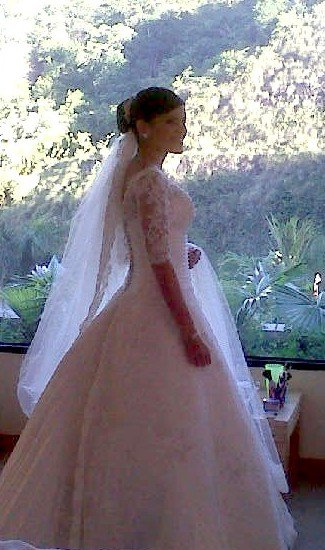
신부

신부(新婦)는 막 결혼하였거나 결혼을 할 여자를 뜻한다.
결혼할 때 신부의 장래 배우자가 남자일 경우 보통 신랑이라고 부른다. 서양 문화에서 신부는 하녀, 신부 들러리 및 한 명 이상의 신부 들러리가 참석할 수 있다.